# Poul Hugo Lundsteen
Poul Hugo Lundsteen (18. července 1910, Solbjerg Sogn, Frederiksberg – 24. listopadu 1988) byl dánský právník, státní úředník a grónský guvernér.

## Životopis
Poul Hugo Lundsteen se narodil 18. července 1910 do rodiny ředitele spořitelny Hugo Lundsteena (1869–1948) a malířky Elisabeth Charlotte "Lilli" Ramsingové (1872–1949). V roce 1934 Poul Hugo Lundsteen vystudoval práva na Kodaňské univerzitě a následně pracoval v Aalborgu jako soudní úředník a tajemník na ministerstvu vnitra. V roce 1943 byl povýšen na zplnomocněného zástupce, v roce 1946 na tajemníka expedice a v roce 1949 na vedoucího úřadu.
Již v roce 1940 působil jako právník u grónského nejvyššího soudu. V letech 1948 až 1950 a v letech 1949 až 1950 zastával funkci místopředsedy Farmaceutické komise. V roce 1950 se stal náčelníkem správy civilní obrany a členem Rady civilní obrany a také prvním guvernérem sjednoceného Grónska. Tuto funkci zastával až do roku 1960, kdy ho v letech 1955 až 1956 vystřídal Niels Otto Christensen.
Během svého působení ve funkci guvernéra byl z titulu své funkce také předsedou zemské rady a prostřednictvím této funkce členem řady grónských výborů. V roce 1960 byl jmenován předsedou společnosti Lollandsbanen A/S. V roce 1963 se stal členem chiropraktické komise ministerstva vnitra. Další členství v komisích následovala v následujícím roce. V roce 1970 se stal předsedou generální rady dánských soukromých železnic.
Od roku 1960 byl také nadačním úředníkem a soudním vykonavatelem v Maribo. V roce 1970 se přestěhoval do amtu Storstrøms, kde působil až do svého odchodu do důchodu v roce 1980.

## Rodina
V roce 1935 se oženil s Agnete Bruunovou (1911–1951) a po její smrti v roce 1952 s Aase Brynildsenovou (*1931). Z prvního manželství se narodila dcera Anette Elisabeth Lundsteenová (*1939), která se provdala za politika Sørena Krarupa (*1937), vzdáleného příbuzného Sophuse Theodora Krarupa-Smithe, který byl v 19. století 15 let inspektorem Grónska. Z druhého manželství pocházejí synové Morten a Steffen.